# MediaGX

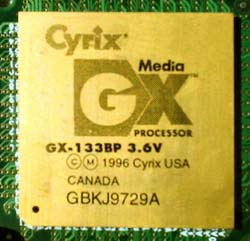
Cyrix MediaGX, в корпусе BGA

MediaGX — микропроцессор, разработанный и выпущенный в 1997 году компанией Cyrix. Перешёл в собственность National Semiconductor с приобретением всех активов Cyrix.
Процессор представляет собой ядро 5x86 плюс модули для формирования видео- и аудиосигналов (XpressRAM, XpressGRAPHICS, XpressAUDIO).

## История
После покупки Cyrix и перепродажи её торговой марки компании VIA чип был переименован в Geode и в конце концов продан AMD.
К какому поколению отнести процессор, четвёртому или пятому — вопрос спорный. С одной стороны, архитектура 5х86 задумывалась как конкурент Intel Pentium, с другой стороны, была предназначена для работы с гнездом 486 и соответствующими материнскими платами, а значит, не выдерживала сравнений при тех же тактовых частотах.
Процессор нашел применение в компактных ноутбуках, стационарных игровых приставках. Модели компьютеров, построенные на его основе, включают CTX EzBook, модельный ряд настольных компьютеров Compaq Presario 1230, 2100, 2200, серию субноутбуков Casio Cassiopeia FIVA MPC-2xx, а также Pinball 2000 и некоторые другие. Sun Microsystems применила его в своей рабочей станции Dover JavaStation.

## Подсистема виртуальных устройств
Подсистема виртуальных устройств эмулирует наличие видеоадаптера VGA и звукового адаптера SoundBlaster. Все обращения к этим устройствам перехватываются с помощью прерывания и вызывают подпрограммы, записанные в bios в режиме обработки системного кода (SMM). Это позволяет имитировать устройства прозрачно для операционной системы, драйверов и прикладных программ.

## Модели

### Media GX
- Производственный процесс: 0,4 мкм
- Кэш: L1 16KB общий
- Тактовые частоты: 120, 133, 150 МГц
- Частота шины: 33 МГц

### Media GXi
Cyrix MediaGXi является усовершенствованной версией MediaGX.
- Производственный процесс: 0,35 мкм
- Кэш: L1 16KB общий
- Тактовые частоты: 120, 133, 150, 166, 180 МГц

### MediaGXm
Cyrix MediaGXm представляет собой версию MediaGX с поддержкой команд MMX.
- Производственный процесс: 0,35 мкм 4-слойный metal CMOS
- Тактовые частоты: 180—300 МГц
- Частота шины: 33 МГц
- Кэш: L1 16 KB write-back 4-way set ассоциативный объединённый или 12-Kbyte unified L1 Cache and 4K scratchpad для режима SMM и графики.
- Встроенное оборудование:

Контроллер PCI
Видеоадаптер, ускоритель 2-мерной графики
Аппаратный ускоритель проигрывания видео на полный экран формата MPEG 1
16-битный контроллер звука, совместимый с Sound Blaster 16/PRO
64-битный контроллер памяти SDRAM
- Напряжение питания: ядра 2,9 В; цепей ввода-вывода 3,3 В
- Корпус: 320-pin Ceramic PGA; 352-ball BGA
- Чипсет: Cx5520 352 pin BGA

National Semiconductor выпускала этот процессор под маркой Geode GXM.

## Недостатки
Не поддерживает кэш-память II уровня, даже при наличии её на материнской плате (типичное расположение того времени). Используется лишь кэш, расположенный на кристалле.
Может работать лишь с материнскими платами, рассчитанными на этот процессор, из-за тесного взаимодействия с соответствующей аппаратурой.
Графическая, звуковая и PCI-подсистемы должны работать на частоте процессора также ввиду их тесной взаимосвязи. В результате этого процессор воспринимается как более медленный, чем есть на самом деле. В то же время, графической подсистеме достаточно для работы основной оперативной памяти, что значительно удешевляет конструкцию в целом, будь то недорогая компьютерная система или встроенный контроллер.